# Immanuel Faisst
Immanuel Gottlob Friedrich Faißt (Esslingen am Neckar, 13 de setembre de 1823 - Stuttgart 1894) fou un organista i compositor alemany.
Primer estudià teologia, però després es dedicà completament a la música, seguint els consells de Mendelssohn, al qual havia sotmès algunes de llurs composicions, i malgrat estudiar sense professors, feu tals progressos que ja el 1846 cridà l'atenció en uns concerts d'orgue que donà a Berlín.
El mateix any s'establí a Stuttgart, on el 1847 fundà la Societat de música clàssica religiosa, el 1849 la Unió de cantors suabis i el 1859 el Conservatori, de la qual direcció s'encarregà, fent d'aquell centre una de les institucions musicals més important d'Alemanya, i d'on surtiren grans músics com Wilhelm Maria Putchler. També fou organista de la Stiftskirche d'aquesta capital i la Universitat de Tubinga li'n concedí el títol de doctor honoris causa.
Entre llurs composicions destaquen diverses obres per a orgue, una doble fuga i alguns exercicis per a piano, lieder, cors, motets, cantates, etc. Se li deuen, a més, un curs d'harmonia, una Elementar und Chorgesangschule i Beiträge zur Geschichte der Klaviersonate. Finalment, junt amb Sigmund Lebert i Hans von Bülow, publicà la famosa edició Cotta dels clàssics del piano.